# Amphelictogon juvenis
Amphelictogon juvenis är en mångfotingart som beskrevs av Chamberlin 1918. Amphelictogon juvenis ingår i släktet Amphelictogon och familjen Chelodesmidae. Inga underarter finns listade i Catalogue of Life.